# Ola Rapace
Ola Rapace (Tyresö, Estocolmo; 3 de diciembre de 1971) es un actor sueco. 
Es más conocido en Suecia por sus papeles en series populares como Tusenbröder y Wallander. Fuera de Suecia, es conocido por su participación en la película Together, que ganó varios premios.

## Biografía
Estuvo casado con la actriz Noomi Rapace, eligieron el apellido Rapace juntos después de casarse: significa "ave de presa" en francés e italiano. 
Rapace vivó en Francia durante varios años y habla francés con fluidez. 
Fue declarado culpable de delitos de drogas en marzo de 2009 después de admitir tomar cocaína.
Fue arrestado en octubre de 2008 mientras interpretaba a un adicto a las anfetaminas en la obra Den ömhet jag är värd.

## Carrera
Tuvo un papel en la película Rancid. También es conocido por interpretar a Daniel Nordström en el show Anna Pihl.
En el 2012 se unió al elenco de la vigésima tercera película de James Bond: Skyfall donde interpretó a Patrice, uno de los asesinos de Raoul Silva/Tiago Rodríguez (Javier Bardem). Ola volvió a dar vida a Patrice en el videojuego conmemorativo de los 50 años de James Bond: 007 Legends.
En el 2016 se anunció que se había unido al elenco principal de la serie Farang donde dará vida a Rickard.

## Filmografía

### Series de televisión
| Año               | Título                     | Personaje           | Notas                                |
| ----------------- | -------------------------- | ------------------- | ------------------------------------ |
| 2017 - presente   | Farang                     | Rickard             | -                                    |
| 2017 - presente   | Hassel                     | Roland Hassel       | -                                    |
| 2016              | Section Zéro               | Sirius Becker       | 8 episodios                          |
| 2011              | Anno 1790                  | Anders Engström     | episodio "Den parfymerade pistolen"  |
| 2011              | Stockholm-Båstad           | Danne               | 3 episodios - miniserie              |
| 2010              | Solsidan                   | -                   | episodio "Är jag pappa till barnet?" |
| 2009              | Livet i Fagervik           | Christer            | episodio # 2.1                       |
| 2008              | Der Kommissar und das Meer | Ulf Torstensson     | episodio "An einem einsamen Ort"     |
| 2007 - 2008       | Anna Pihl                  | Daniel Nordström    | 11 episodios                         |
| 2002 - 2003, 2007 | Tusenbröder                | Hoffa               | 12 episodios                         |
| 2005 - 2006       | Wallander                  | Det. Stefan Lindman | 13 episodios                         |
| 2005              | Kommissionen               | Timo Pekkanen       | episodio "En dag föds vi"            |
| 2002              | Pappa polis                | Jim Pettersson      | 2 episodios - miniserie              |
| 1999 - 2001       | Sjätte dagen               | Victor Edgren       | 39 episodios                         |

### Películas
| Año  | Título                       | Personaje          | Notas |
| ---- | ---------------------------- | ------------------ | ----- |
| 2018 | Ares                         | Reda               |       |
| 2017 | Vitt skräp                   | Sami               |       |
| 2016 | Carole Matthieu              | Revel              |       |
| 2013 | Tragedi på en lantkyrkogård  | Christer Wijk      |       |
| 2013 | Farliga drömmar              | Christer Wijk      |       |
| 2013 | Rosor kyssar och döden       | Christer Wijk      |       |
| 2013 | Inte flera mord              | Christer Wijk      |       |
| 2013 | Kung Liljekonvalje av dungen | Christer Wijk      |       |
| 2013 | Mördaren ljuger inte ensam   | Christer Wijk      |       |
| 2012 | Skyfall                      | Patrice            |       |
| 2012 | Odjuret                      | Fredrik Stefansson |       |

### Productor
| Año  | Título     | Notas               |
| ---- | ---------- | ------------------- |
| 2017 | Vitt skräp | productor ejecutivo |